# خيسوس إليازار سيلفا
خيسوس إليازار سيلفا (بالإسبانية: Jesús Eleazar Silva)‏ هو لاعب كرة قدم مكسيكي، ولد في 26 يونيو 1993.